# Kingston (Ohio)
Kingston és una vila dels Estats Units a l'estat d'Ohio. Segons el cens del 2000 tenia 1.032 habitants.

## Demografia
Segons el cens del 2000, Kingston tenia 1.032 habitants, 452 habitatges, i 287 famílies. La densitat de població era de 1.076,9 habitants per km².
Dels 452 habitatges en un 25,2% hi vivien nens de menys de 18 anys, en un 49,8% hi vivien parelles casades, en un 10% dones solteres, i en un 36,3% no eren unitats familiars. En el 33% dels habitatges hi vivien persones soles el 15,7% de les quals corresponia a persones de 65 anys o més que vivien soles. El nombre mitjà de persones vivint en cada habitatge era de 2,19 i el nombre mitjà de persones que vivien en cada família era de 2,72.
Per edats la població es repartia de la següent manera: un 19,8% tenia menys de 18 anys, un 6,7% entre 18 i 24, un 27,7% entre 25 i 44, un 25,3% de 45 a 60 i un 20,5% 65 anys o més.
L'edat mediana era de 43 anys. Per cada 100 dones de 18 o més anys hi havia 83,6 homes.
La renda mediana per habitatge era de 33.636 $ i la renda mediana per família de 45.729 $. Els homes tenien una renda mediana de 35.804 $ mentre que les dones 25.481 $. La renda per capita de la població era de 19.343 $. Aproximadament el 5,6% de les famílies i el 10,1% de la població estaven per davall del llindar de pobresa.

## Poblacions properes
El següent diagrama mostra les poblacions més properes.